# 미켈 아란부루
미켈 아란부루 에이사길레(Mikel Aranburu Eizagirre, 1979년 2월 18일 ~)는 스페인의 전 축구 선수로, 1997년 데뷔해 2012년 5월 발렌시아전까지 레알 소시에다드에서만 활동하고 은퇴했다.

## 같이 보기
- 원클럽맨 명단